# LVII Krajowy Festiwal Piosenki Polskiej w Opolu
LVII (57.) Krajowy Festiwal Piosenki Polskiej w Opolu odbył się w dniach 4–7 września 2020.
Organizatorem festiwalu jest Telewizja Polska oraz miasto Opole. Początkowo festiwal miał się odbyć w dniach 5–8 czerwca, lecz został przełożony z powodu pandemii koronawirusa. Edycję festiwalu zadedykowano Ewie Demarczyk (1941–2020). 
Transmisję z festiwalu oglądało średnio 1,76 mln widzów. Sponsorem festiwalu były: Bros, Dolina Noteci, Mlekovita i Sokołów, a partnerem festiwalu Stowarzyszenie Autorów ZAiKS.

## Koncert „Opole na start”
- Koncert odbył się 4 września 2020[2].
- Prowadzący: Artur Orzech, Tomasz Kammel, Marek Sierocki, Aleksander Sikora, Małgorzata Tomaszewska, Rafał Brzozowski, Izabella Krzan, Ida Nowakowska, Mateusz Szymkowiak.

### Lista wykonawców
| „Opole na start” | „Opole na start”                                              | „Opole na start”                                      |
| Lp.              | Wykonawca                                                     | Piosenka                                              |
| ---------------- | ------------------------------------------------------------- | ----------------------------------------------------- |
| 1.               | Halina Mlynkova                                               | „Grande Valse Brillante” (z repertuaru Ewy Demarczyk) |
| 2.               | Cleo                                                          | „Za krokiem krok”                                     |
| 3.               | Anna Jurksztowicz (35-lecie pracy artystycznej)               | „Diamentowy kolczyk”, „Na dobre i na złe”             |
| 4.               | Sanah                                                         | „Szampan”                                             |
| 5.               | Marcin Daniec                                                 | —                                                     |
| 6.               | Aleksandra Nykiel & Sargis Davtyan (laureaci „Debiutów” 2019) | „Wielka dama tańczy sama” (z repertuaru Anny Jantar)  |

## Koncert „Od Opola do Opola”
- Koncert odbył się 4 września 2020[2].
- Prowadzący: Izabella Krzan, Rafał Brzozowski, Mateusz Szymkowiak, Marek Sierocki.
- Laureatka plebiscytu „Od Opola do Opola”: Sanah z piosenką „Melodia”[4].

### Lista wykonawców
| „Od Opola do Opola” | „Od Opola do Opola”       | „Od Opola do Opola”            |
| Lp.                 | Wykonawca                 | Piosenka                       |
| ------------------- | ------------------------- | ------------------------------ |
| 1.                  | Golec uOrkiestra & Gromee | „Górą Ty”                      |
| 2.                  | Viki Gabor                | „Superhero”                    |
| 3.                  | Cleo                      | „Dom”                          |
| 4.                  | Bartas Szymoniak          | „Wojownik z miłości”           |
| 5.                  | Sanah                     | „Melodia”                      |
| 6.                  | Marcin Sójka              | „Lepiej”                       |
| 7.                  | Enej                      | „Ostatni raz”                  |
| 8.                  | Piotr Cugowski            | „Takich jak my nie znał świat” |
| 9.                  | Kamil Bednarek            | „Bądź przy mnie”               |
| 10.                 | Weronika Juszczak         | „Sprint”                       |
| 11.                 | De Mono                   | „Prosto w serce”               |
| 12.                 | Natalia Zastępa           | „Rudy”                         |
| 13.                 | Alicja Szemplińska        | „Prawie my”                    |
| 14.                 | Lanberry                  | „Tracę”                        |

## Koncert „Debiuty”
- Koncert odbył się 4 września 2020[2]. Laureaci nagród zostali ogłoszeni 5 września 2020[4].
- Prowadzący: Tomasz Kammel, Małgorzata Tomaszewska, Aleksander Sikora.
- Nagroda Publiczności (sms): Izabela Zalewska „Cień nadziei”.
- Nagroda im. Anny Jantar „Karolinka” (jury): Kamil Czeszel „Burze”.
- Skład jury: Natalia Kukulska, Halina Frąckowiak, Ryszard Rynkowski, Rafał Poliwoda, Wanda Kwietniewska.
- Na zakończenie konkursu w hołdzie dla Anny Jantar, wszyscy uczestnicy „Debiutów” zaśpiewali utwór „Radość najpiękniejszych lat”.

### Lista wykonawców
| „Debiuty” | „Debiuty”                                                                  | „Debiuty”         |
| Lp.       | Wykonawca                                                                  | Piosenka          |
| --------- | -------------------------------------------------------------------------- | ----------------- |
| 1.        | Tomasz Jarosz z zespołem Lachersi (laureat „Szansy na sukces. Opole 2020”) | „Twoja szansa”    |
| 2.        | Siostry Szlachta                                                           | „Na niby”         |
| 3.        | Adam Stachowiak                                                            | „Dotrę na szczyt” |
| 4.        | Izabela Zalewska (laureatka „Szansy na sukces. Opole 2020”)                | „Cień nadziei”    |
| 5.        | Nika Grann                                                                 | „Dzieci kwiaty”   |
| 6.        | Paweł Mosiołek                                                             | „Nie dla czasu”   |
| 7.        | Palmy (laureat NCPP)                                                       | „Stare wieżowce”  |
| 8.        | Karolina Lizer                                                             | „Aksamitnie”      |
| 9.        | Lika                                                                       | „Błysk”           |
| 10.       | Kamil Czeszel (laureat Festiwalu Zaczarowanej Piosenki)                    | „Burze”           |

## Koncert „Festiwal, festiwal!!! – złote opolskie przeboje”
- Koncert odbył się 5 września 2020[2].
- Prowadzący: Ida Nowakowska, Tomasz Kammel.
- Podczas koncertu wykorzystano archiwalne nagrania nieżyjących artystów opolskiej sceny[5].

### Lista wykonawców
| „Festiwal, festiwal!!! – złote opolskie przeboje” | „Festiwal, festiwal!!! – złote opolskie przeboje” | „Festiwal, festiwal!!! – złote opolskie przeboje”                                                           |
| Lp.                                               | Wykonawca                                         | Piosenka |
| ------------------------------------------------- | ------------------------------------------------- | --- |
| 1.                                                | Sound'n'Grace                                     | „Festiwal, festiwal”, „Radość o poranku” (z repertuaru Grupy I)                                             |
| 2.                                                | Bajm                                              | „Dwa serca, dwa smutki”, „Biała armia”                                                                      |
| 3.                                                | Pectus (15-lecie pracy artystycznej)              | „Barcelona”, „Jeden moment”                                                                                 |
| 4.                                                | Ewelina Lisowska                                  | „Gdzie ci mężczyźni?” (z repertuaru Danuty Rinn)                                                            |
| 5.                                                | Maciej Miecznikowski                              | „Jej portret” (z repertuaru Bogusława Meca)                                                                 |
| 6.                                                | Skaldowie (55-lecie pracy artystycznej)           | „Medytacje wiejskiego listonosza”, „Prześliczna wiolonczelistka”, „Wszystko mi mówi, że mnie ktoś pokochał” |
| 7.                                                | Halina Mlynkova                                   | „Lubię wracać tam, gdzie byłem” (z repertuaru Zbigniewa Wodeckiego)                                         |
| 8.                                                | Dawid Kwiatkowski                                 | „Byłaś serca biciem” (z repertuaru Andrzeja Zauchy)                                                         |
| 9.                                                | Natalia Nykiel                                    | „Szare miraże” (z repertuaru Maanamu)                                                                       |
| 10.                                               | Izabela Trojanowska (40-lecie pracy artystycznej) | „Tyle samo prawd ile kłamstw”, „Wszystko czego dziś chcę”                                                   |
| 11.                                               | Krzysztof Antkowiak                               | „Zakazany owoc”                                                                                             |
| 12.                                               | Andrzej Rybiński (50-lecie pracy artystycznej)    | „Nie liczę godzin i lat”                                                                                    |
| 13.                                               | Maryla Rodowicz                                   | „Mówiły mu”, „Ballada wagonowa”, „Wariatka tańczy”                                                          |
| 14.                                               | Enej                                              | „Mam zaśpiewać coś o cyrku” (z repertuaru Wojciecha Młynarskiego)                                           |
| 15.                                               | Anna Wyszkoni                                     | „Odpływają kawiarenki” (z repertuaru Ireny Jarockiej)                                                       |
| 16.                                               | Joanna Lazer                                      | „Chodź, pomaluj mój świat” (z repertuaru 2 plus 1)                                                          |
| 17.                                               | Halina Frąckowiak                                 | „Tin Pan Alley”, „Papierowy księżyc”                                                                        |
| 18.                                               | Ryszard Rynkowski                                 | „Wypijmy za błędy”                                                                                          |
| 19.                                               | Justyna Steczkowska (25-lecie pracy artystycznej) | „Dziewczyna szamana”, „Za karę”, „Oko za oko”, „Boskie Buenos” (z repertuaru Maanamu)                       |
| 20.                                               | Edyta Geppert                                     | „Poeci nie zjawiają się przypadkiem”, „Idź w swoją stronę”                                                  |
| 21.                                               | Ania Rusowicz                                     | „Tyle słońca w całym mieście” (z repertuaru Anny Jantar)                                                    |
| 22.                                               | Natalia Sikora                                    | „Tylko mnie poproś do tańca” (z repertuaru Anny Jantar)                                                     |
| 23.                                               | Katarzyna Dereń Kuba Badach                       | „Ktoś między nami” (z repertuaru Anny Jantar)                                                               |
| 24.                                               | Igor Herbut                                       | „Nic nie może wiecznie trwać” (z repertuaru Anny Jantar)                                                    |
| 25.                                               | Natalia Kukulska                                  | „Co powie tata”                                                                                             |
| 26.                                               | Lemon                                             | „Świecie nasz” (z repertuaru Marka Grechuty)                                                                |

## Koncert piosenek literackich „Odpowiednia pogoda na szczęście…”, czyli nadzieje poetów
- Koncert odbył się 5 września 2020[2].
- Prowadzący: Przemysław Sadowski.

### Lista wykonawców
| „Odpowiednia pogoda na szczęście…”, czyli nadzieje poetów | „Odpowiednia pogoda na szczęście…”, czyli nadzieje poetów | „Odpowiednia pogoda na szczęście…”, czyli nadzieje poetów | „Odpowiednia pogoda na szczęście…”, czyli nadzieje poetów |
| Lp.                                                       | Wykonawca                                                 | Piosenka                                                  | Wykonawca oryginalny                                      |
| --------------------------------------------------------- | --------------------------------------------------------- | --------------------------------------------------------- | --------------------------------------------------------- |
| 1.                                                        | (wszyscy wykonawcy koncertu)                              | „Krakowski spleen”                                        | Mannam                                                    |
| 2.                                                        | Anna Guzik                                                | „Pogoda na szczęście”                                     | Seweryn Krajewski                                         |
| 3.                                                        | Łukasz Zagrobelny                                         | „Och ty w życiu”                                          | Wojciech Młynarski                                        |
| 4.                                                        | Stanisława Celińska                                       | „Szeptem”                                                 | Ludmiła Jakubczak                                         |
| 5.                                                        | Anna Dereszowska                                          | „Pogoda ducha”                                            | Hanna Banaszak                                            |
| 6.                                                        | Jan Traczyk, Chór TGD                                     | „Kurier”                                                  | Krzysztof Zalewski                                        |
| 7.                                                        | Emilia Komarnicka-Klynstra, Redbad Klynstra-Komarnicki    | „Jutro możemy być szczęśliwi”                             | Raz, Dwa, Trzy                                            |
| 8.                                                        | Katarzyna Żak                                             | „Zagraj Antoś tango”                                      | Katarzyna Dąbrowska                                       |
| 9,                                                        | Tomasz Stockinger, Chór TGD                               | „Ach panie, panowie”                                      | Halina Kunicka                                            |
| 10.                                                       | Pola Gonciarz, Jan Traczyk                                | „Bombonierka”                                             | Basia Stępniak-Wilk Grzegorz Turnau                       |
| 11.                                                       | Mariusz Drężek, Chór TGD                                  | „To nie ptak”                                             | Kayah Goran Bregović                                      |
| 12.                                                       | Olga Szomańska, Chór TGD                                  | „Baw się lalkami”                                         | Andrzej Zaucha                                            |
| 13.                                                       | Przemysław Sadowski                                       | „Bo to się zwykle tak zaczyna”                            | Mieczysław Fogg                                           |
| 14.                                                       | Adriana Kalska                                            | „Czarne perfumy”                                          | Krystyna Janda                                            |
| 15.                                                       | Kazimierz Mazur, Anna Guzik                               | „W żółtych płomieniach liści”                             | Skaldowie                                                 |
| 16.                                                       | Anna Terpiłowska                                          | „Oj rzuć to wszystko”                                     | Halina Kunicka                                            |
| 17.                                                       | Filip Gurłacz                                             | „Ballada jarzynowa”                                       | Irena Kwiatkowska                                         |
| 18.                                                       | Bartosz Porczyk, Chór TGD                                 | „Nim wstanie dzień”                                       | Edmund Fetting                                            |
| 19.                                                       | Marek Molak, Chór TGD                                     | „Boso”                                                    | Zakopower                                                 |
| 20.                                                       | Emilia Komarnicka-Klynstra                                | „Wszystko ma swój czas”                                   | Perfect                                                   |
| 21.                                                       | Kazimierz Mazur                                           | „Żyj tą nadzieją”                                         | Marek Grechuta                                            |
| 22.                                                       | (wszyscy wykonawcy koncertu)                              | „Sobie i wam”                                             | Męskie Granie                                             |

## Koncert „Majewska & Korcz - okrągłe 45”
- Koncert odbył się 6 września 2020[2].
- Prowadzący: Tomasz Szczepanik, Łukasz Zagrobelny.
- Koncert poświęcono 45-leciu pracy artystycznej Alicji Majewskiej i Włodzimierza Korcza.

### Lista wykonawców
| „Majewska & Korcz - okrągłe 45” | „Majewska & Korcz - okrągłe 45”                                                        | „Majewska & Korcz - okrągłe 45”                                             |
| Lp.                             | Wykonawca                                                                              | Piosenka                                                                    |
| ------------------------------- | -------------------------------------------------------------------------------------- | --------------------------------------------------------------------------- |
| 1.                              | Alicja Majewska                                                                        | „Świat w kolorze nadziei”, „To nie sztuka wybudować nowy dom”               |
| 2.                              | Alicja Majewska, Izabela Zalewska                                                      | „Być kobietą”                                                               |
| 3.                              | Alicja Majewska                                                                        | „Żyć się chce”, „Odkryjemy miłość nieznaną”, „Jeszcze się tam żagiel bieli” |
| 4.                              | Alicja Majewska, Łukasz Zagrobelny, Halina Mlynkova, Olga Szomańska, Tomasz Szczepanik | „Dopóki śpiewam”                                                            |

## Koncert „Premiery”
- Koncert odbył się 6 września 2020[2].
- Prowadzący: Tomasz Kammel.
- Występy pozakonkursowe podczas koncertu „Premiery”:
  - Ania Karwan „Słucham Cię w radiu co tydzień” (laureatka „Premier” w 2019).
  - Marcin Sójka „Dalej” (laureat „Premier” w 2019).
  - Krzysztof Cugowski (50-lecie pracy artystycznej) & Zespół Mistrzów „Sen o dolinie”, „Twoja łza”, „Demony wojny”.
- Nagroda za muzykę (ZAiKS): Sanah, Jakub Galiński „No sory”.
- Nagroda za słowa do piosenki (ZAiKS): Sanah „No sory”.
- Nagroda „Premiery” (jury): Lanberry „Plan awaryjny”.
- Nagroda publiczności im. Karola Musioła: Stanisława Celińska „Niech minie złość”.
- Skład jury: Izabela Trojanowska, Krzysztof Cugowski, Piotr Kupicha, Wanda Kwietniewska, Rafał Poliwoda.

### Lista wykonawców
| „Premiery” | „Premiery”          | „Premiery”          |
| Lp.        | Wykonawca           | Piosenka            |
| ---------- | ------------------- | ------------------- |
| 1.         | Rafał Brzozowski    | „Gentleman”         |
| 2.         | Stanisława Celińska | „Niech minie złość” |
| 3.         | Anna Jurksztowicz   | „Jestem taka sama”  |
| 4.         | Kombii              | „Przetrwamy”        |
| 5.         | Lanberry            | „Plan awaryjny”     |
| 6.         | PIN                 | „Samotny dryf”      |
| 7.         | Janusz Radek        | „Facet został sam”  |
| 8.         | Sanah               | „No sory”           |
| 9.         | Sławek Uniatowski   | „Koniec świata”     |
| 10.        | Mateusz Ziółko      | „S.O.S.”            |

## Koncert „Cisza jak ta” – muzyka Romualda Lipki
- Koncert odbył się 6 września 2020[2].
- Koncert poświęcony pamięci kompozytora Romualda Lipki (1950–2020).
- Prowadzący: Artur Orzech.

### Lista wykonawców
| „Cisza jak ta” – muzyka Romualda Lipki | „Cisza jak ta” – muzyka Romualda Lipki | „Cisza jak ta” – muzyka Romualda Lipki |
| Lp.                                    | Wykonawca                              | Piosenka                               |
| -------------------------------------- | -------------------------------------- | -------------------------------------- |
| 1.                                     | Justyna Steczkowska & Marcin Wyrostek  | „Takie tango”                          |
| 2.                                     | Sławek Uniatowski                      | „Dmuchawce, latawce, wiatr”            |
| 3.                                     | Maryla Rodowicz & Sound`n`Grace        | „Tak nam słodko, tam nam gorzko”       |
| 4.                                     | Kamil Bednarek                         | „Martwe morze”                         |
| 5.                                     | Sound`n`Grace                          | „Piąty bieg”                           |
| 6.                                     | Piotr Cugowski                         | „Aleja gwiazd”                         |
| 7.                                     | Natalia Zastępa                        | „Strefa półcienia”                     |
| 8.                                     | Blue Café                              | „Bal wszystkich świętych”              |
| 9.                                     | Beata Kozidrak & Sound`n`Grace         | „Cień wielkiej góry”                   |
| 10.                                    | Izabela Trojanowska                    | „Wszystko czego dziś chcę”             |
| 11.                                    | Igor Herbut & Kuba Badach              | „Tyle samo prawd, ile kłamstw”         |
| 12.                                    | Ania Dąbrowska                         | „Malinowy król”                        |
| 13.                                    | Maciej Balcar                          | „Za ostatni grosz”                     |
| 14.                                    | Andrzej Lampert & Sound`n`Grace        | „Jest taki samotny dom”                |
| 15.                                    | Red Lips                               | „Jestem twoim grzechem”                |
| 16.                                    | Felicjan Andrzejczak & Sound`n`Grace   | „Jolka, Jolka pamiętasz”               |
| 17.                                    | Feel                                   | „Twoje radio”                          |
| 18.                                    | Krzysztof Cugowski                     | „Cisza jak ta”                         |
| 19.                                    | (wszyscy wykonawcy koncertu)           | „Nic nie może wiecznie trwać”          |

## Opole scena alternatywna
- Koncert muzyki alternatywnej odbył się 7 września 2020 (TVP Kultura)[2].
- Koncert poświęcono jubileuszowi 50-lecia pracy artystycznej zespołu SBB.
- Prowadzący: Kasia Nowicka, Marek Horodniczy.

### Lista wykonawców
| Lp. | Wykonawca              | Piosenka                                                  |
| --- | ---------------------- | --------------------------------------------------------- |
| 1.  | SBB                    | „Walking Around the Stormy Bay” „Toczy się koło historii” |
| 2.  | SBB & Stanisław Sojka  | „Freedom with as”                                         |
| 3.  | SBB & Sebastian Riedel | „Rainbow Man”                                             |
| 4.  | SBB & Tomek Makowiecki | „Pielgrzym”                                               |
| 5.  | SBB                    | „Memento z banalnym tryptykiem”                           |
| 6.  | SBB & Natalia Sikora   | „Z miłości jestem”                                        |
| 7.  | SBB                    | „Figo fago”                                               |

## Koncert „Książę nocy”
- Koncert muzyki alternatywnej odbył się 7 września 2020 (TVP Kultura)[2].
- Koncert poświęcono pamięci pisarza Marka Nowakowskiego (1935–2014).
- Prowadzący: Kasia Nowicka, Marek Horodniczy.

### Lista wykonawców
| Lp. | Wykonawca                           | Piosenka                                                       |
| --- | ----------------------------------- | -------------------------------------------------------------- |
| 1.  | Luxtorpeda                          | „Mambałaga” „Hymn” „Autystyczny”                               |
| 2.  | Mery Spolsky                        | „Bigotka” „Miło było pana poznać” „Mazowiecka kiecka”          |
| 3.  | Grubson                             | „Stare śmieci / Nowe rzeczy” „Emotikony” „Na szczycie”         |
| 4.  | Noże                                | „Error / Erros” „Złe wychowanie” „Higiena / Dieta”             |
| 5.  | Eldo                                | „Nie pytaj o nią” „Granice” „Chodź ze mną” „Miasto słońca”     |
| 6.  | Pablopavo i Ludziki                 | „Sobota” „Ostatni dzień sierpnia” „Odtąd”                      |
| 7.  | Armia (35-lecie pracy artystycznej) | „Podróż na wschód” „Opowieść zimowa” „Aguirre” „Niezwyciężony” |